# Pseudovermis indicus
Pseudovermis indicus is een slakkensoort uit de familie van de Pseudovermidae. De wetenschappelijke naam van de soort is voor het eerst geldig gepubliceerd in 1973 door Salvini-Plawen & G.C. Rao.